# ヴァージニア学派
ヴァージニア学派（ヴァージニアがくは、英：Virginia School）は、アメリカ合衆国のヴァージニア大学、ヴァージニア工科大学の教授であった反ケインズ派の財政学者たちを指す。中心となったのは、ジェームズ・M・ブキャナンやゴードン・タロック、エリノア・オストロムら。公共選択論を主張した。
同じ反ケインズ派であるシカゴ学派とのむすびつきから、シカゴ＝ヴァージニア学派とも呼ばれる。